# Конев, Михаил Иванович
Михаил Иванович Конев (1910—2004) — лейтенант Рабоче-крестьянской Красной Армии, участник Великой Отечественной войны, Герой Советского Союза (1943).

## Биография
Михаил Конев родился 21 октября 1919 года в деревне Порозово (ныне — Октябрьский район Пермского края). После окончания начальной школы работал в колхозе. В 1939 году Конев был призван на службу в Рабоче-крестьянскую Красную Армию. С ноября 1941 года — на фронтах Великой Отечественной войны. Принимал участие в боях на Западном и Центральном фронтах. В 1943 году Конев окончил курсы младших лейтенантов. Участвовал в Курской битве. К сентябрю 1943 года гвардии лейтенант Михаил Конев командовал взводом разведки 205-го гвардейского стрелкового полка 70-й гвардейской стрелковой дивизии 13-й армии Центрального фронта. Отличился во время битвы за Днепр.
20 сентября 1943 года взвод Конева скрытно переправился через Днепр в районе села Домантово Чернобыльского района Киевской области Украинской ССР и проник в немецкий тыл. Бесшумно заняв передовые траншеи, разведчики дождались, пока противник пойдёт в атаку, и атаковали его. Взвод удерживал рубеж в течение трёх часов, уничтожив около 120 вражеских солдат и офицеров. В том бою Конев получил тяжёлое ранение и был отправлен в госпиталь. В своей части его посчитали погибшим и посмертно представили к званию Героя Советского Союза.
Указом Президиума Верховного Совета СССР от 16 октября 1943 года за «отвагу и мужество, проявленные в боях за удержание плацдарма на правом берегу Днепра» гвардии лейтенант Михаил Конев был удостоен высокого звания Героя Советского Союза с вручением ордена Ленина и медали «Золотая Звезда» за номером 3698.
В течение пяти месяцев Конев находился в госпитале, после чего был демобилизован по ранению. Вернулся на родину, находился на партийных и советских должностях. Проживал в Октябрьском, умер в 2004 году.
Был также награждён орденом Отечественной войны 1-й степени и рядом медалей.